# Tony Accardo
Anthony Joseph „Tough Tony” Accardo (ur. 28 kwietnia 1906, zm. 22 maja 1992) – amerykański przestępca, jeden z najważniejszych bossów mafii chicagowskiej. Swoją przestępczą karierę zaczynał u samego Ala Capone jako szeregowy „żołnierz”. Słynął z umiejętności posługiwania się kijem baseballowym.
Po słynnej Masakrze w dniu świętego Walentego, jaka miała miejsce 14 lutego 1929 r., Al Capone za namową innych wpływowych gangsterów tamtych czasów m.in. Lucky Luciano, Johnny'ego Torrio i Meyera Lansky'ego (podczas słynnej konferencji w Atlantic City) – dla uspokojenia opinii publicznej – udał się na krótki pobyt w więzieniu za nielegalne posiadanie broni, Tony Accardo wszedł w skład triumwiratu mafii chicagowskiej obok: Jake'a „Greasy Thumb” Guzika i Franka Nitti. W 1931 roku Al Capone został skazany na 11 lat pozbawienia wolności za oszustwa podatkowe. Pozycja Tony'ego w strukturach mafii ulega wzmocnieniu. Po śmierci samobójczej Franka Nittiego w 1943 roku (obawiającego się wyroku sądowego) Tony objął formalne przywództwo w mafii chicagowskiej, które dzielił ze swoim przyjacielem Paulem Riccą (rzadki przypadek w świecie przestępczym). Nigdy nie wystąpili przeciwko sobie i nawzajem się uzupełniali nawet wtedy, gdy Ricca odsiadywał wyrok w więzieniu.
Wchodził w skład Komisji Syndykatu (jako przedstawiciel mafii chicagowskiej) – po aresztowaniu Lucky Luciano w 1936 roku. Słynął z rządów silnej ręki, nie tolerował niekompetencji i nieuczciwości wśród członków mafii (odpowiada za pokazowe zabójstwo inkasenta haraczy – Williama „Action” Jacksona. Jego śmierć miała stanowić ostrzeżenie dla innych). To u jego boku i Paula Riccy karierę przestępczą kontynuował Sam Giancana – początkowo pełnił rolę ich szofera i głównego „cyngla”, awansując później na bossa mafii chicagowskiej (w 1957 roku). Jednakże Accardo i Ricca z biegiem czasu ograniczali wpływy psychopatycznego Sama. Po śmierci Riccy (1972), zastępcą Tony'ego został Joe Aiuppa.
Najprawdopodobniej odpowiada za decyzję usunięcia (zabicia) Sama Momo Giancany (19 czerwca 1975 roku. Mafia miała obawiać się ujawnienia jego kontaktów z CIA w sprawie usunięcia Fidela Castro na Kubie).
Tony Accardo doceniał (podobnie jak Al Capone) znaczenie wieloetnicznej mafii chicagowskiej (Włosi, Żydzi, Polacy, Irlandczycy, Afroamerykanie i Latynosi).
Pod rządami Accardo, mafia chicagowska zdobyła wpływy w Kalifornii, Arizonie, Kolorado, Texasie i Nevadzie (kasyna w Las Vegas).
Pod koniec lat 70. odszedł na emeryturę – kierowanie mafią pozostawił w rękach Joeya Aiuppy i Jackie „the Lackey” Cerone. Jednakże pełnił rolę bossa do końca życia (zmarł z przyczyn naturalnych).